# Hotel Central Park din Sighișoara

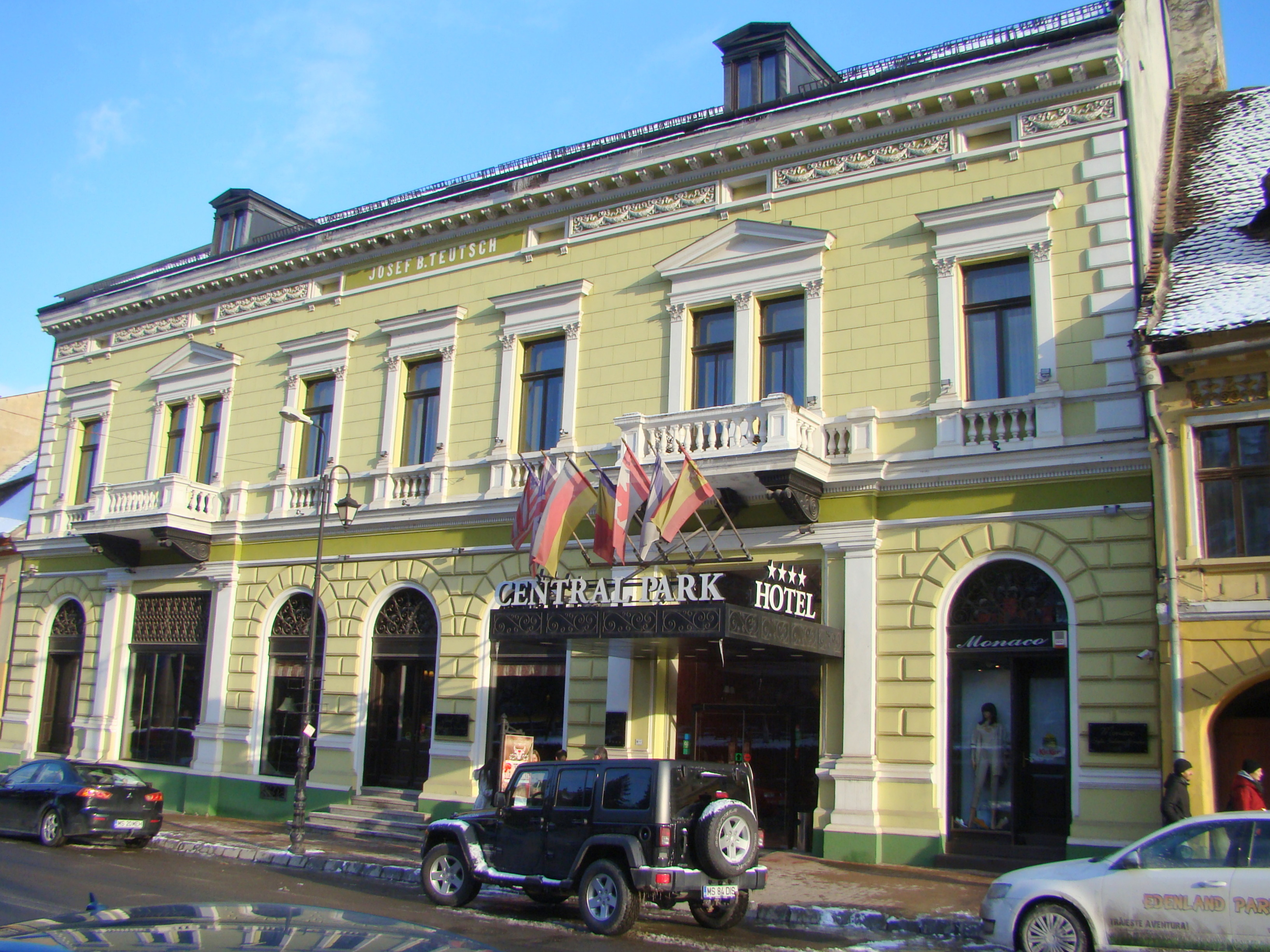
Hotel Central Park din Sighișoara, foto: februarie 2019.

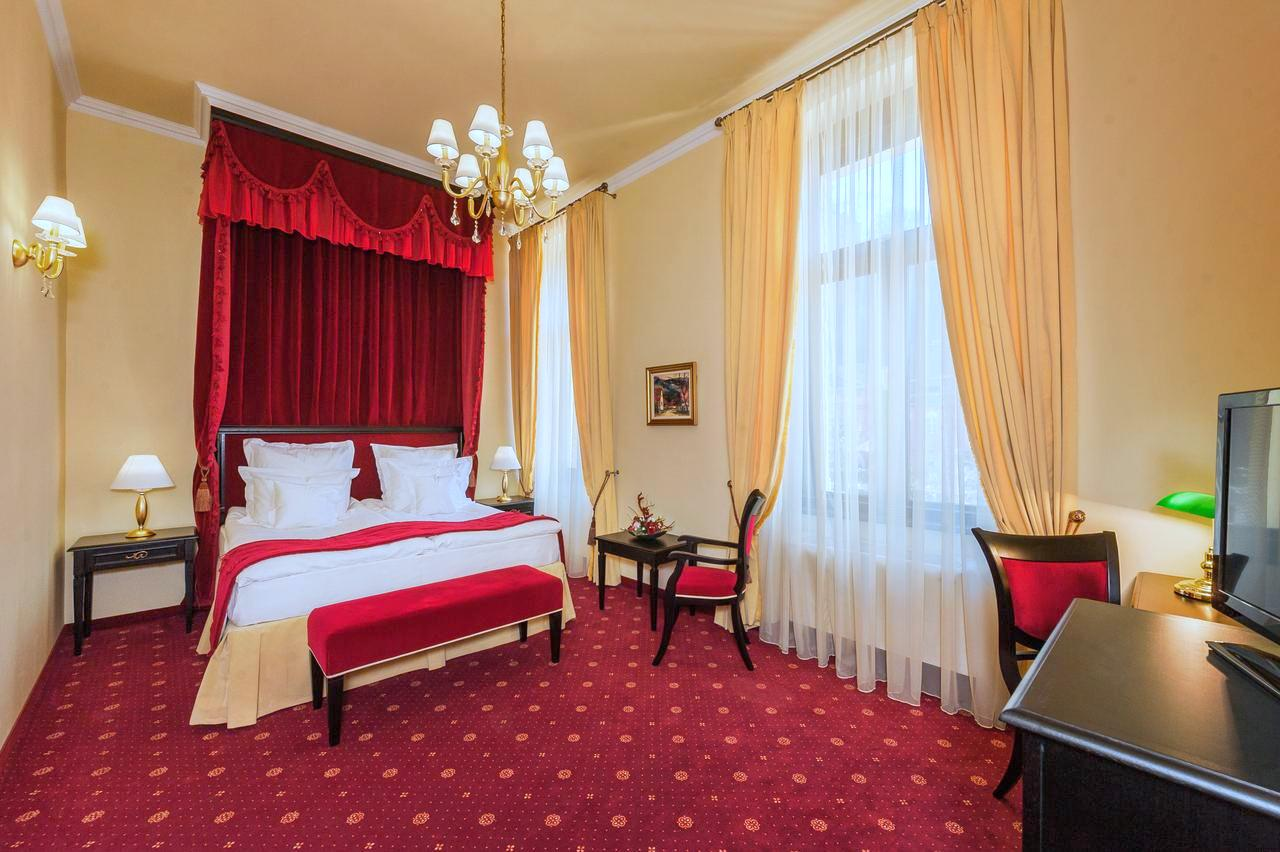
Interior, etajul I

Hotel Central Park din Sighișoara este un monument istoric aflat în Piața Hermann Oberth, nr. 25. Figurează pe lista monumentelor istorice 2015, cod LMI MS-II-m-A-15952.

## Istoric
Clădirea care adăpostește Hotel Central Park a fost construită în anul 1897 de Josef B. Teusch, om de afaceri și colecționar de artă, născut în Sighișoara. După instaurarea regimului comunist, clădirea a fost naționalizată și a fost folosită ca sediu pentru mai multe instituții ale statului. După revenirea la democrație clădirea a fost cumpărată de la statul român, restaurată și transformată pe parcursul a trei ani și introdusă în circuitul turistic, cu destinația de hotel și restaurant.

## Imagini

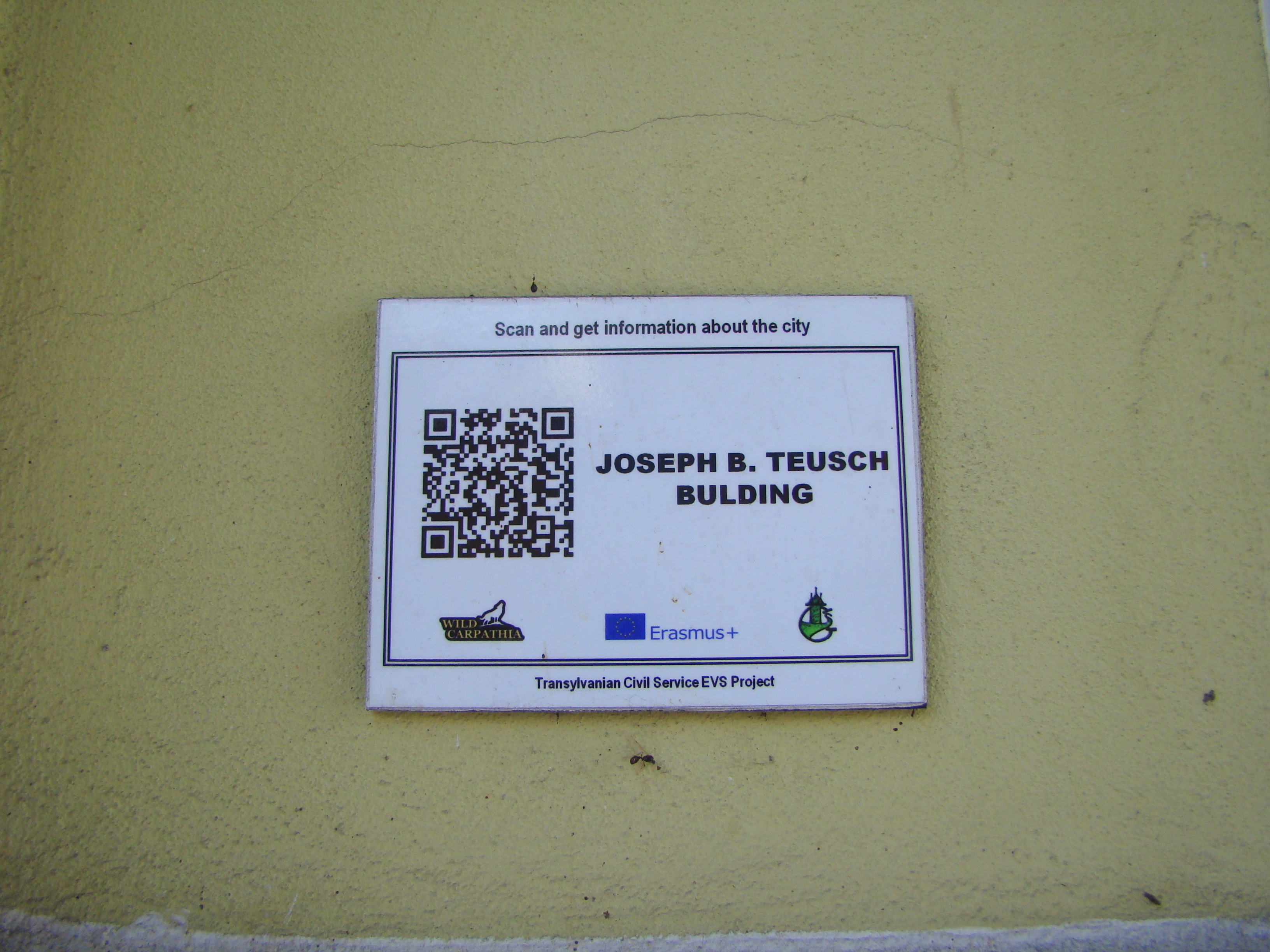
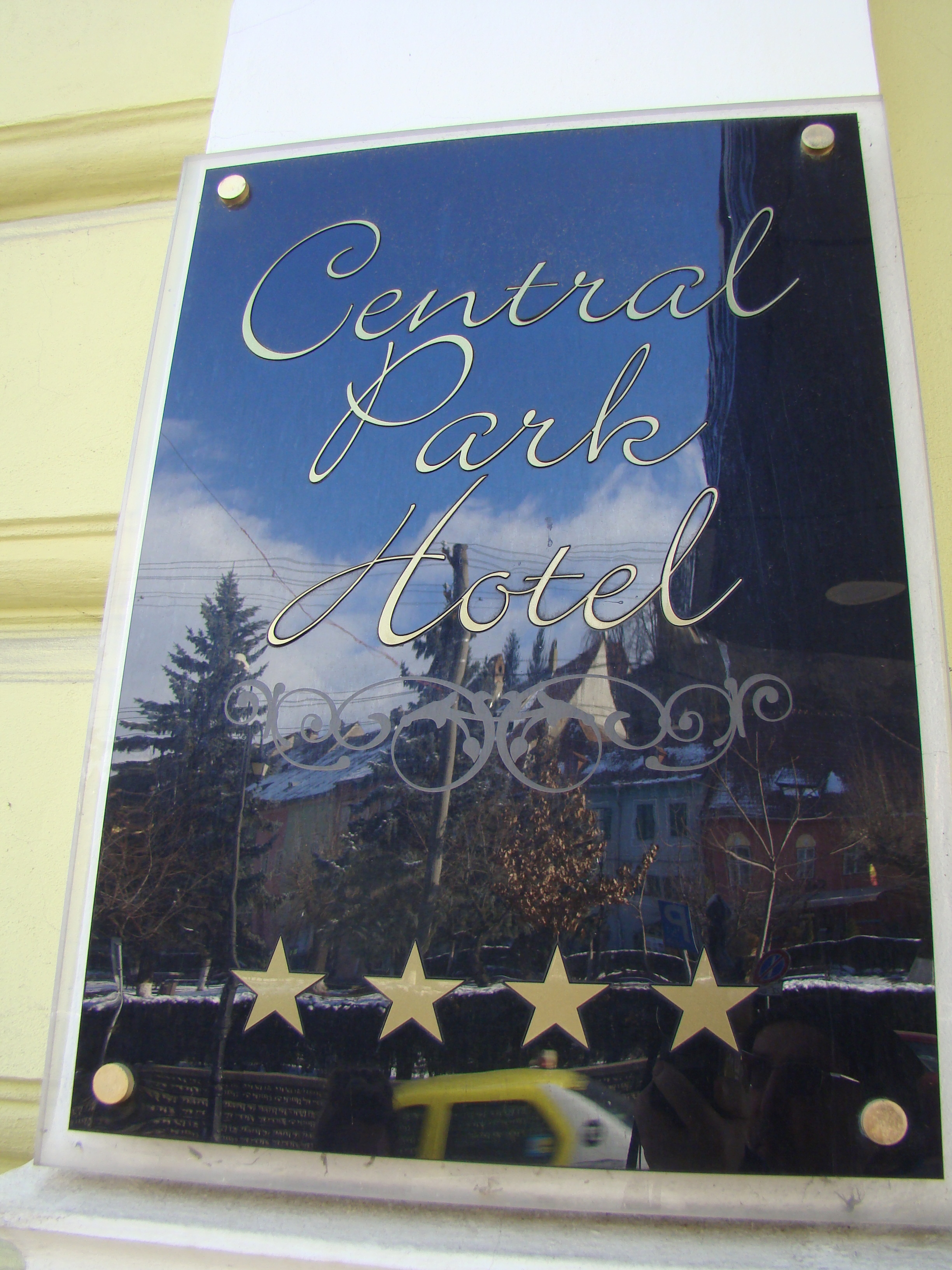
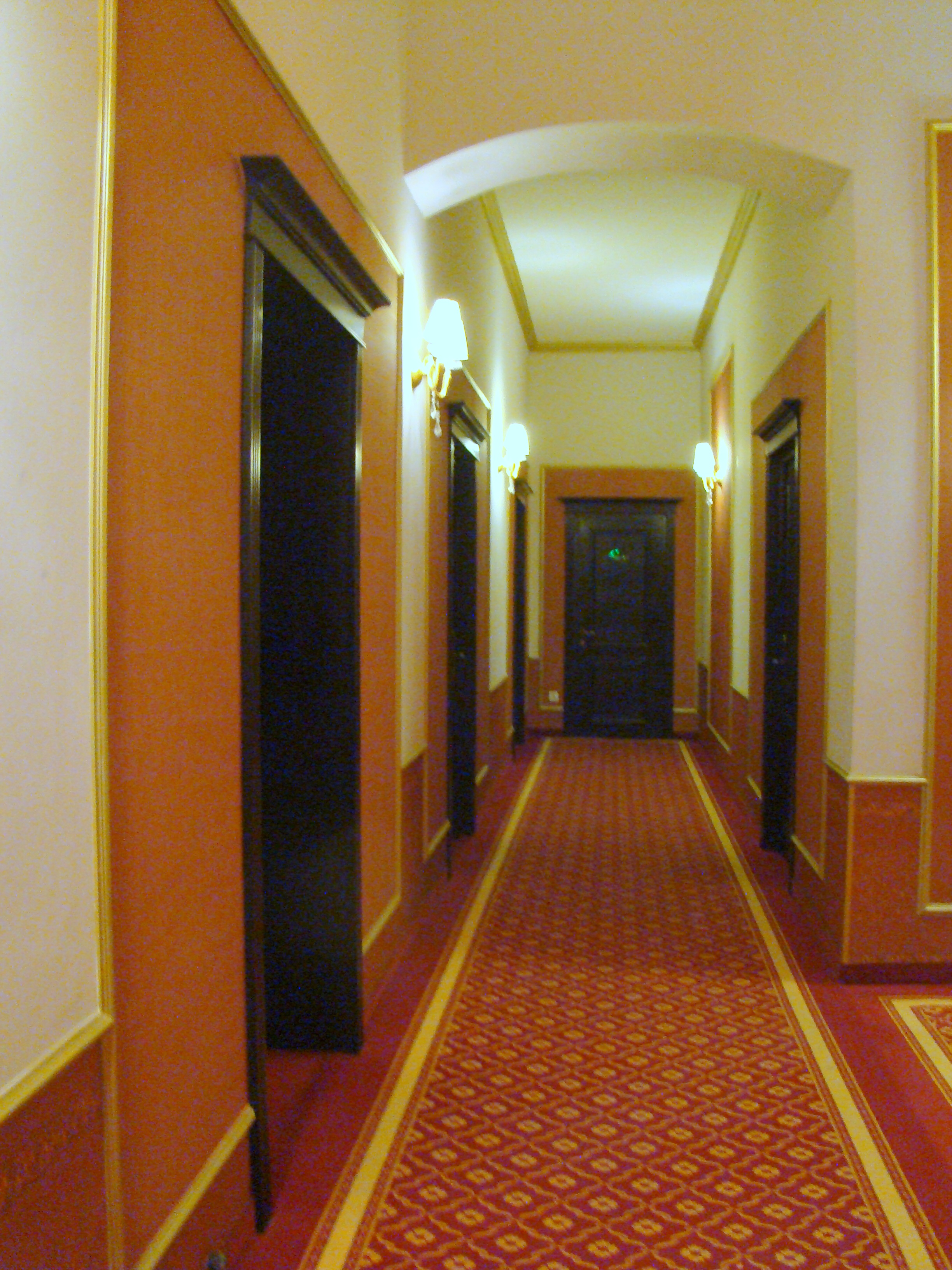
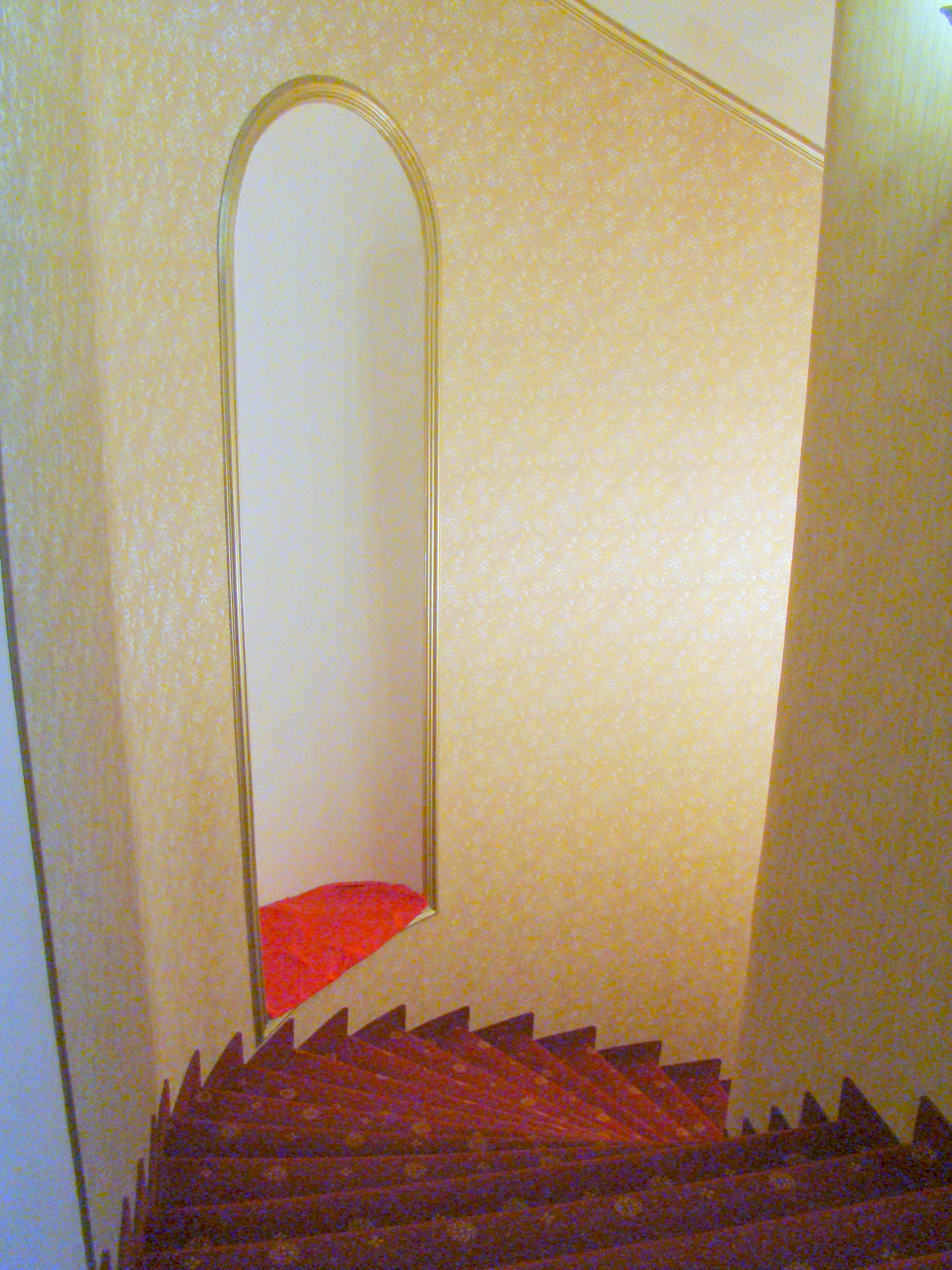
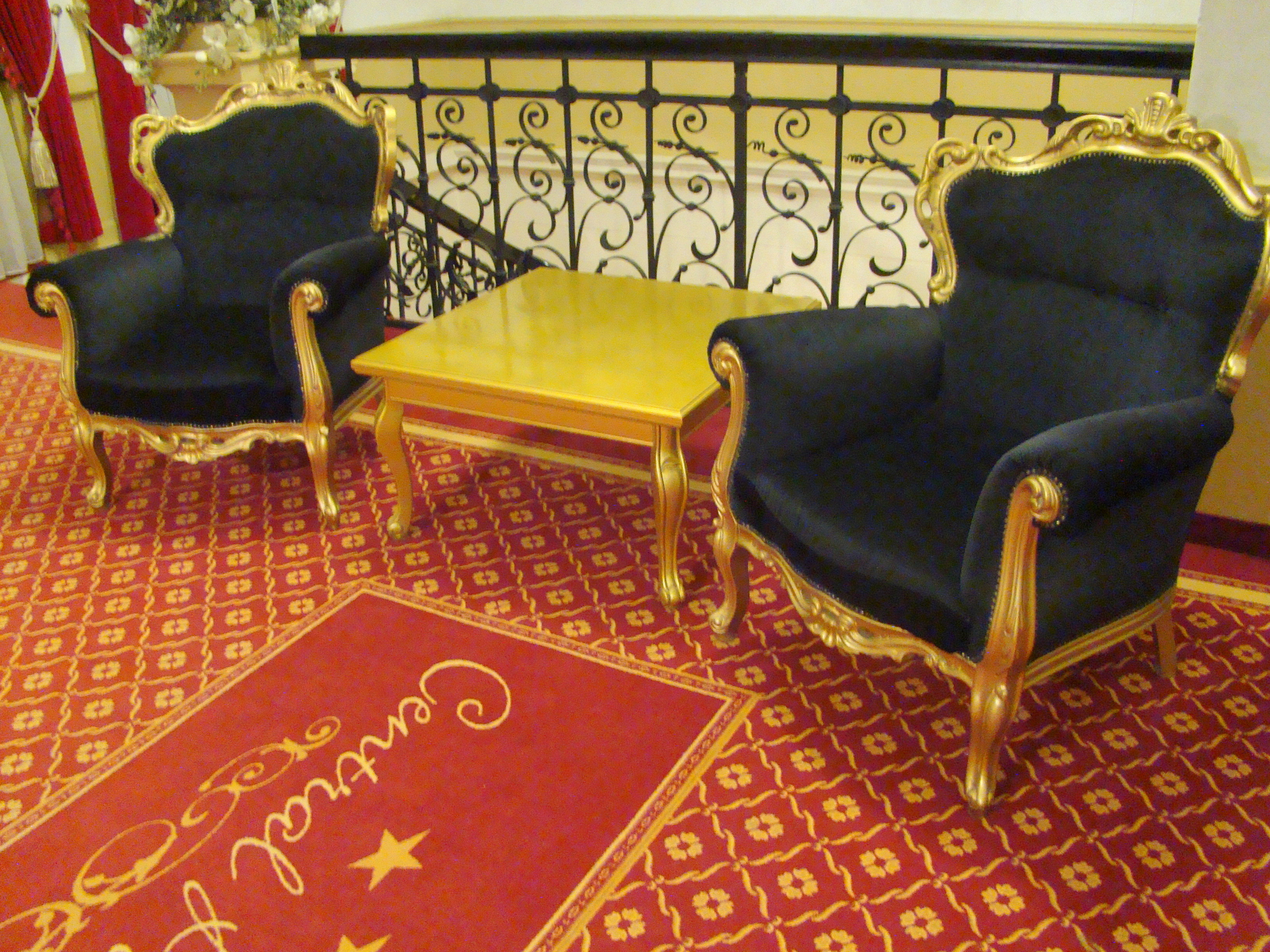
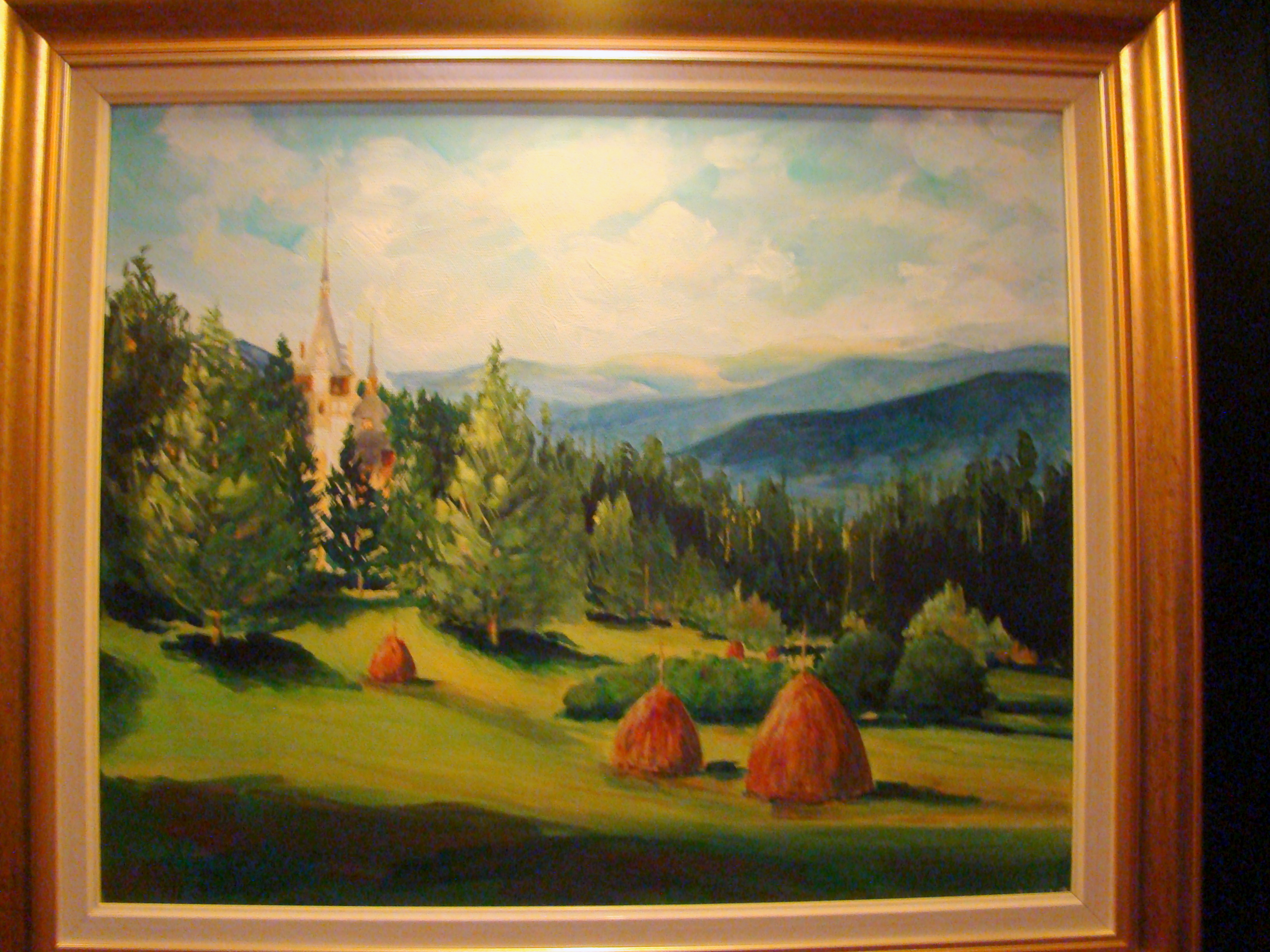
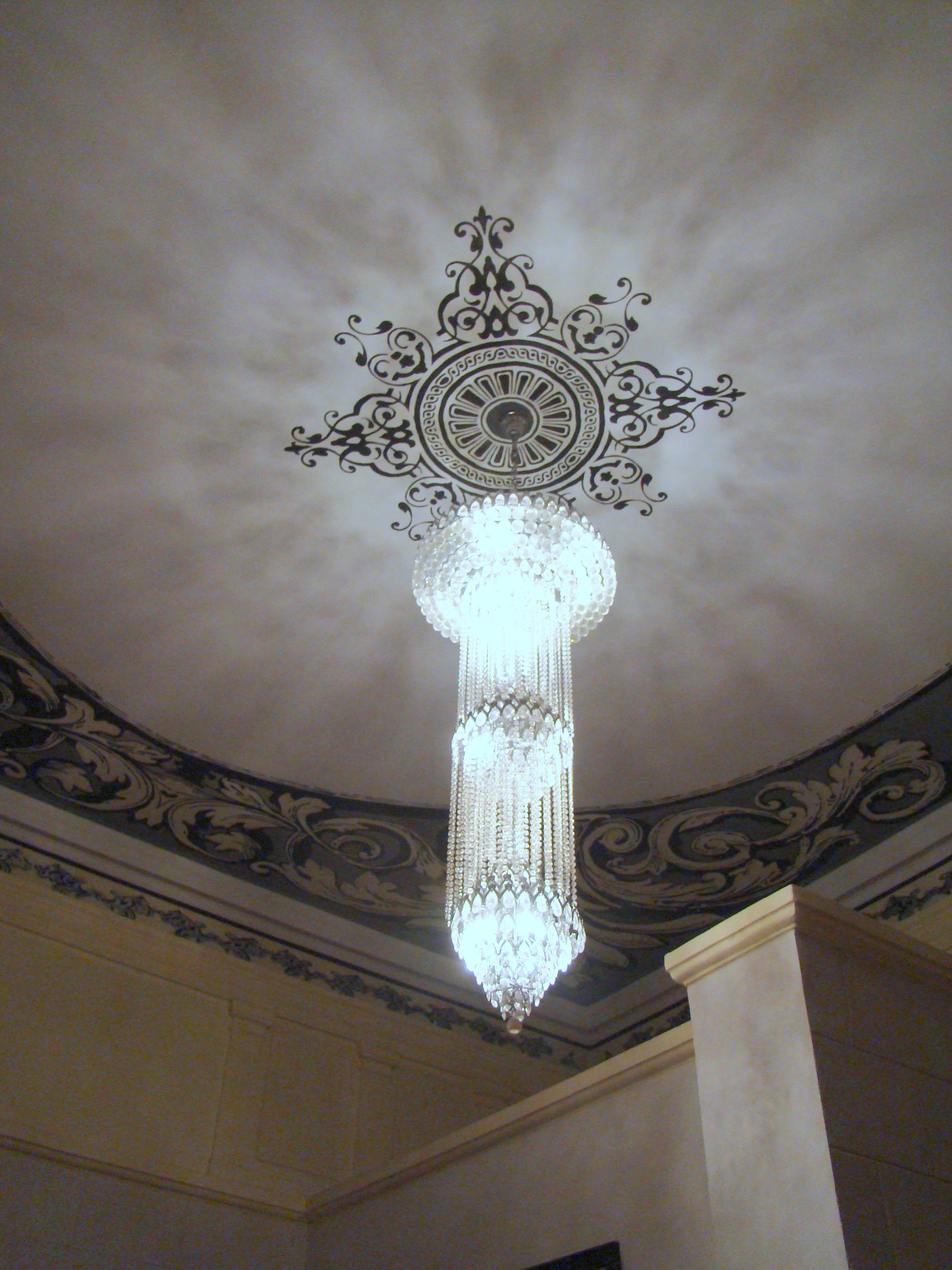
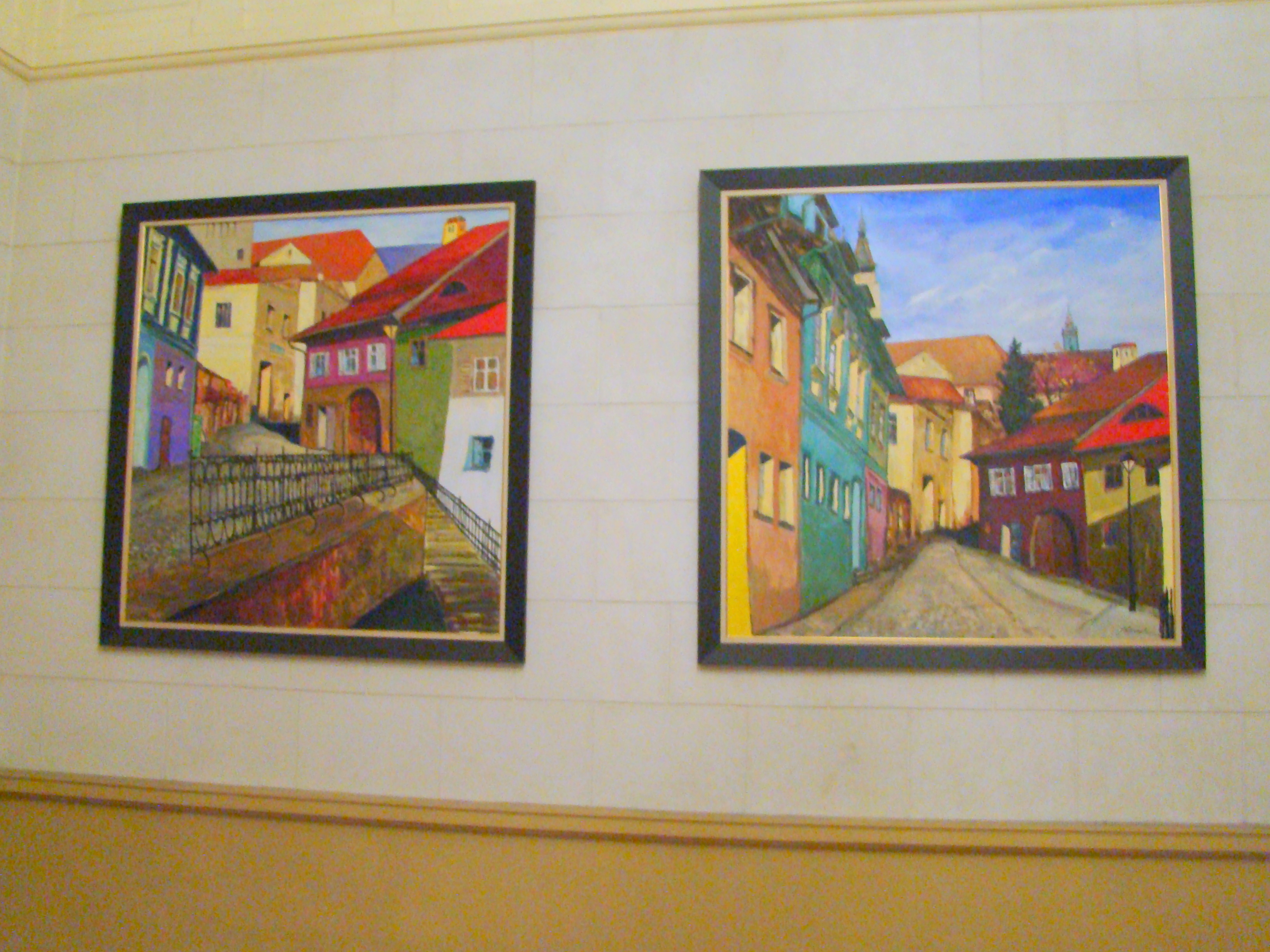
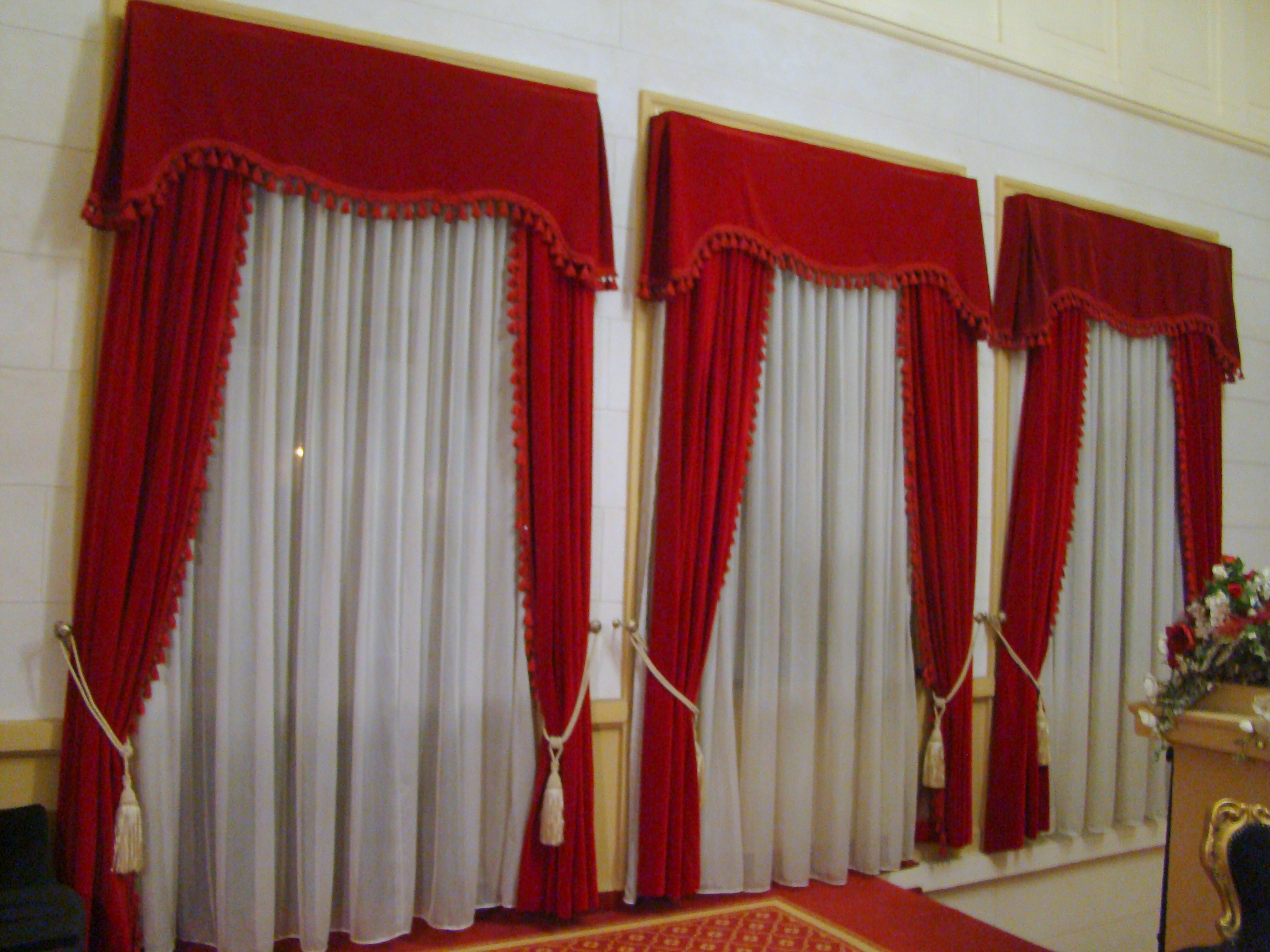
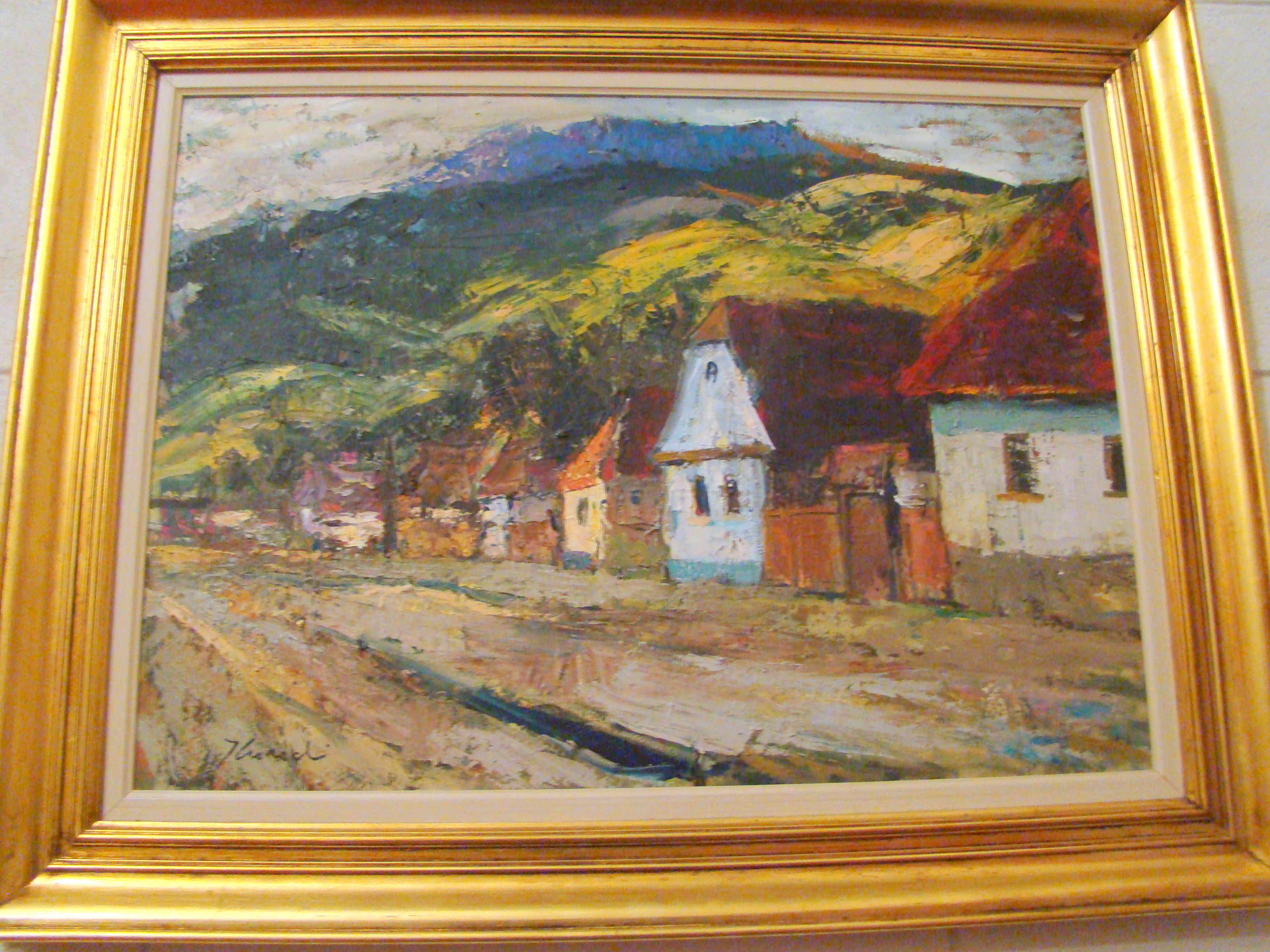
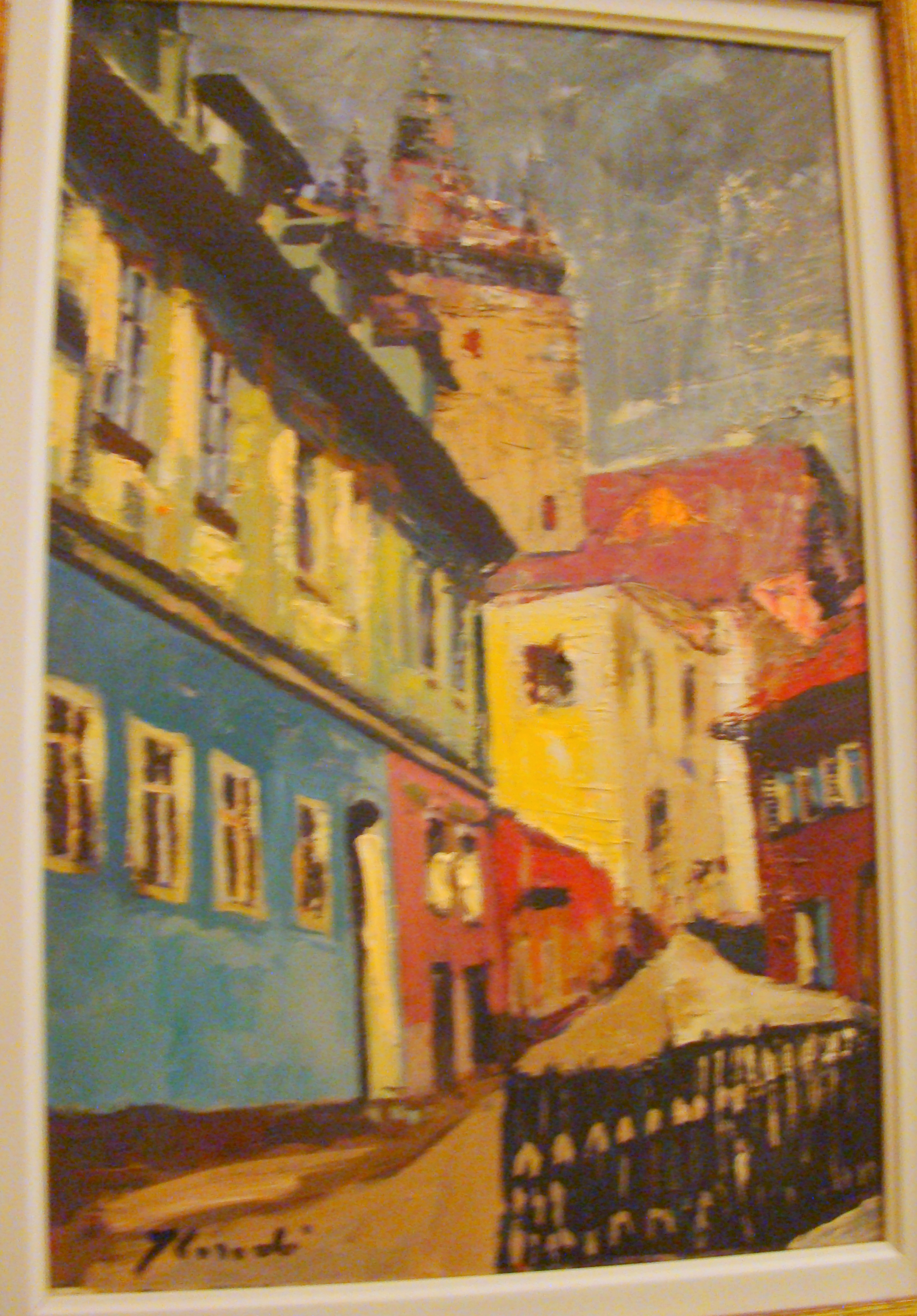
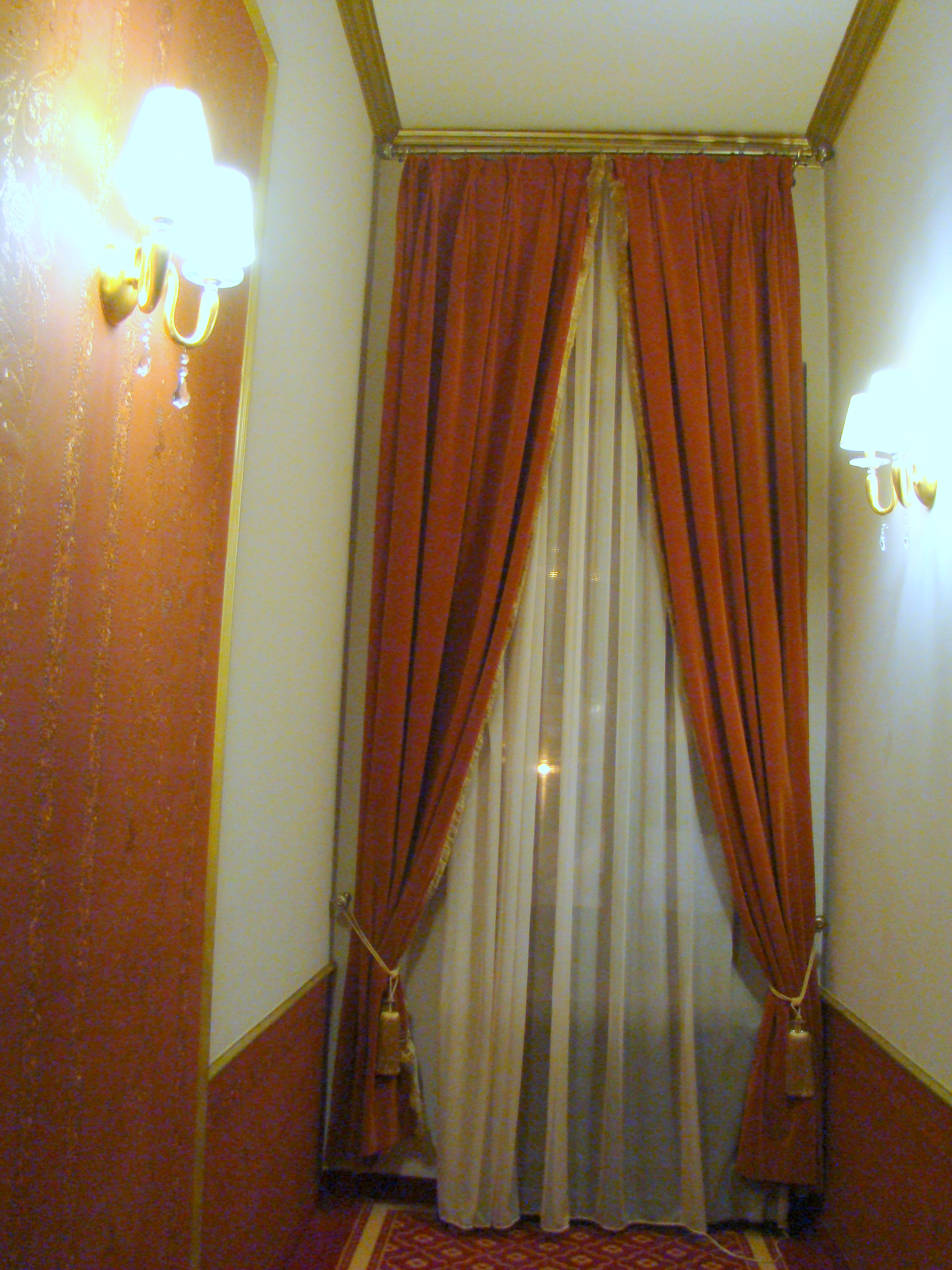
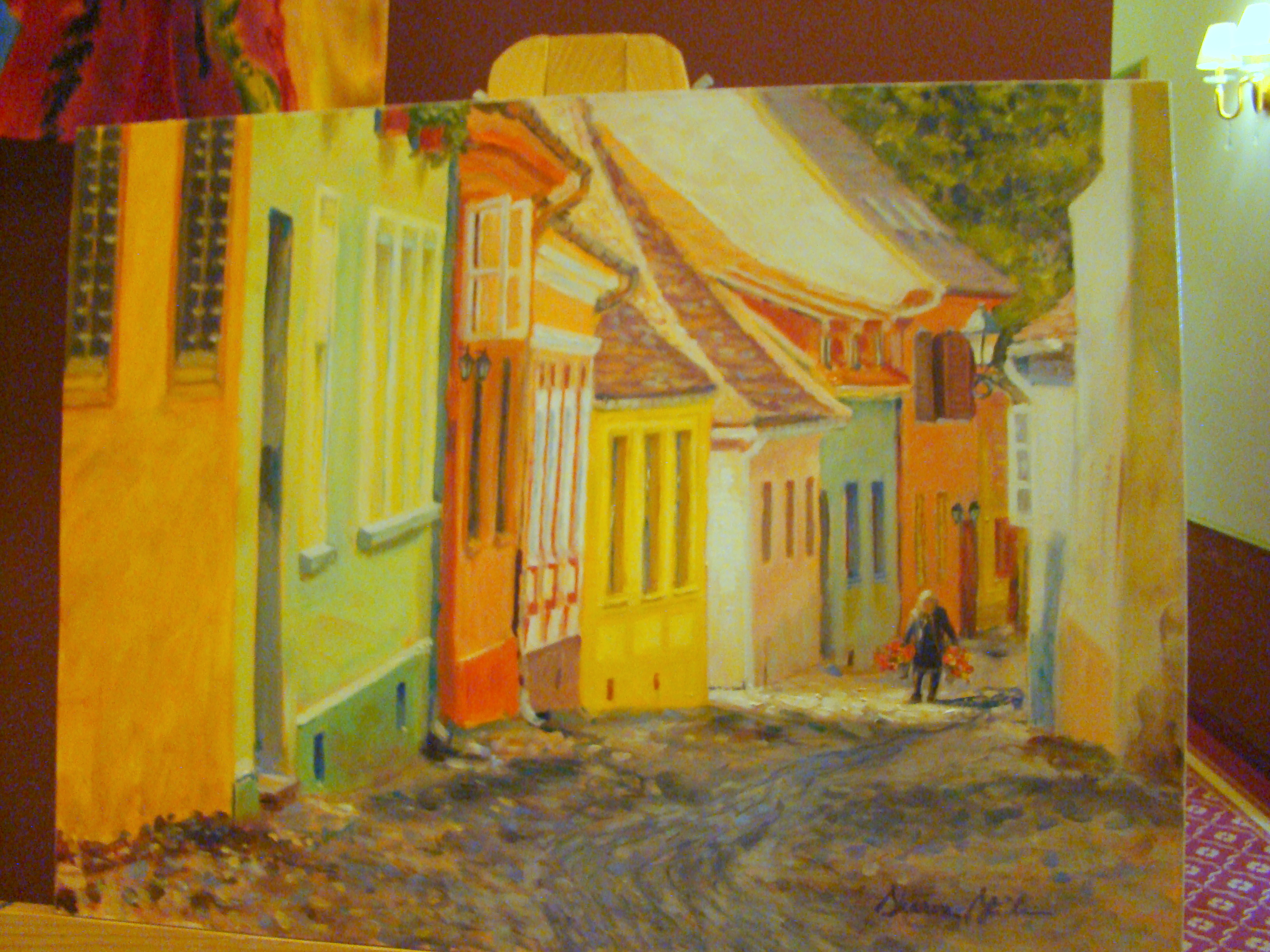
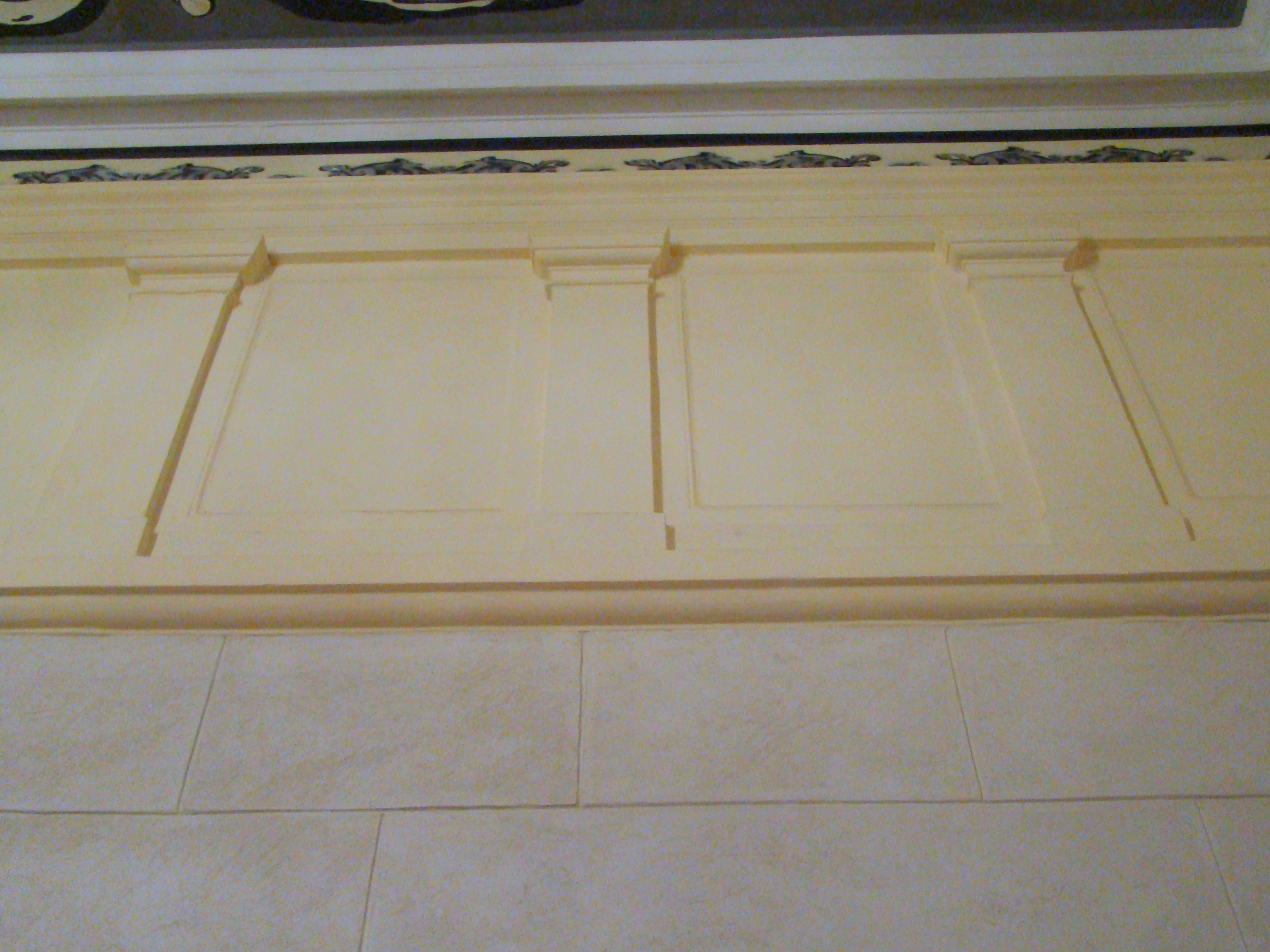
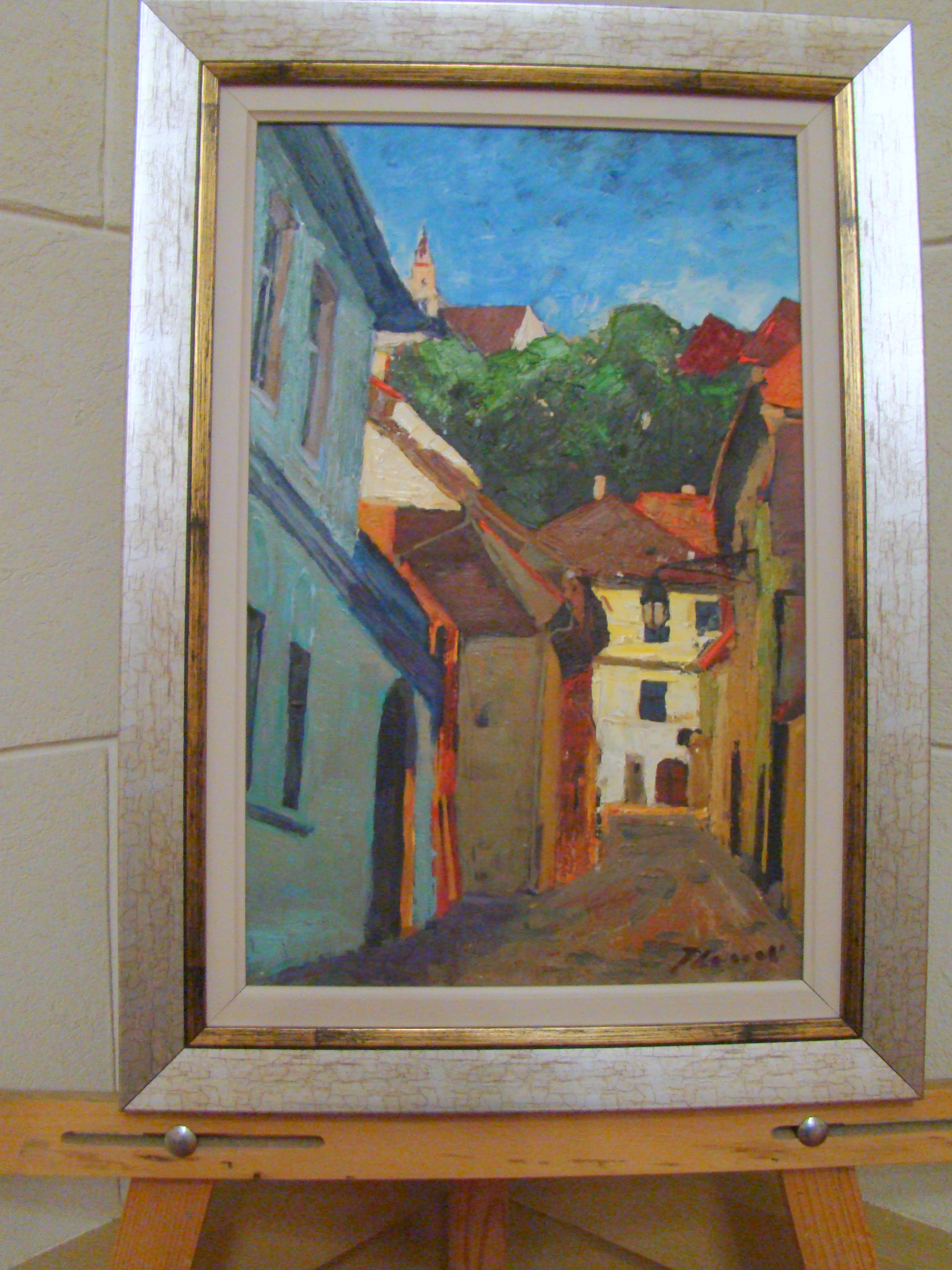

## Vezi și
- Sighișoara